# Oxycarenus modestus
Oxycarenus modestus är en insektsart som först beskrevs av Carl Fredrik Fallén 1829.  Oxycarenus modestus ingår i släktet Oxycarenus, och familjen fröskinnbaggar. Arten är reproducerande i Sverige.